# Партита
Партита — форма музичного твору.
- рід органних варіацій на хоральну мелодію в музиці XVII–XVIII століть. Цей термін використав для назви своїх творів Йоганн Себастьян Бах і Джироламо Фрескобальді.
- різновид сюїти або концертна сюїта — циклічна форма, що складається з п'яти і більше частин. Відмінність від сюїти полягає в наявності прелюдійної частини перед аллеманда (фантазією), а також в появі так званих «вставних» частин циклу: гавот, полонез, бурре, менует, бурлеск, скерцо, арія тощо, покликаних пом'якшити темпові контраст між основними частинами сюїти, «каркасними» складовими циклу: алеманда, куранта, сарабанда і жига. Кількість, порядок і жанрова основа «вставних» номерів не стабільні і можуть варіюватися.

Партіти могли бути написані для різних складів. Наприклад, у творчості Й. С. Баха зустрічаються партіти для інструменту-соло (флейтові, клавірні, скрипкові партіти) і хоральні партіти.